# Grande Prêmio de Mônaco de 1967
Resultados do Grande Prêmio de Mônaco de Fórmula 1 realizado em Montecarlo em 7 de maio de 1967. Segunda etapa da temporada, nele o neozelandês Denny Hulme, piloto da Brabham-Repco, conquistou sua primeira vitória na categoria.

## Resumo
Nesse dia ocorreu o acidente fatal de Lorenzo Bandini.

## Classificação da prova
| Pos. | Nº | Piloto               | Construtor      | Voltas | Tempo/Diferença      | Grid | Pontos |
| ---- | -- | -------------------- | --------------- | ------ | -------------------- | ---- | ------ |
| 1    | 9  | Denny Hulme          | Brabham-Repco   | 100    | 2:34:34.3            | 4    | 9      |
| 2    | 14 | Graham Hill          | Lotus-BRM       | 99     | + 1 volta            | 8    | 6      |
| 3    | 20 | Chris Amon           | Ferrari         | 98     | + 2 voltas           | 14   | 4      |
| 4    | 16 | Bruce McLaren        | McLaren-BRM     | 98     | + 3 voltas           | 10   | 3      |
| 5    | 11 | Pedro Rodríguez      | Cooper-Maserati | 96     | + 4 voltas           | 16   | 2      |
| 6    | 5  | Mike Spence          | BRM             | 96     | + 4 voltas           | 12   | 1      |
| FAT  | 18 | Lorenzo Bandini      | Ferrari         | 81     | Acidente fatal       | 2    | [ 4 ]  |
| Ret  | 6  | Piers Courage        | BRM             | 64     | Spun Off             | 13   |        |
| Ret  | 12 | Jim Clark            | Lotus-Climax    | 42     | Suspensão            | 5    |        |
| Ret  | 7  | John Surtees         | Honda           | 32     | Motor                | 3    |        |
| Ret  | 17 | Jo Siffert           | Cooper-Maserati | 31     | Pressão do óleo      | 9    |        |
| Ret  | 4  | Jackie Stewart       | BRM             | 14     | Diferencial          | 6    |        |
| Ret  | 10 | Jochen Rindt         | Cooper-Maserati | 14     | Câmbio               | 15   |        |
| Ret  | 23 | Dan Gurney           | Eagle-Weslake   | 4      | Bomba de combustível | 7    |        |
| Ret  | 2  | Johnny Servoz-Gavin  | Matra-Ford      | 4      | Injeção              | 11   |        |
| Ret  | 8  | Jack Brabham         | Brabham-Repco   | 0      | Motor                | 1    |        |
| DNQ  | 15 | Bob Anderson         | Brabham-Climax  |        |                      |      |        |
| DNQ  | 1  | Jean-Pierre Beltoise | Matra-Ford      |        |                      |      |        |
| DNQ  | 22 | Richie Ginther       | Eagle-Weslake   |        |                      |      |        |

## Tabela do campeonato após a corrida
|   | Pos. | Piloto          | Pontos |
| - | ---- | --------------- | ------ |
| 3 | 1    | Denny Hulme     | 12     |
| 1 | 2    | Pedro Rodríguez | 11     |
| 6 | 3    | Graham Hill     | 6      |
| 2 | 4    | John Love       | 6      |
| 2 | 5    | John Surtees    | 4      |

|   | Pos. | Construtor      | Pontos |
| - | ---- | --------------- | ------ |
| 3 | 1    | Brabham-Repco   | 12     |
| 1 | 2    | Cooper-Maserati | 11     |
| 3 | 3    | Lotus-BRM       | 6      |
| 2 | 4    | Cooper-Climax   | 6      |
| 2 | 5    | Honda           | 4      |

- Nota: Somente as primeiras cinco posições estão listadas. Cada piloto computaria cinco de seis resultados na primeira metade do campeonato e quatro de cinco na segunda metade. Neste ponto esclarecemos: na tabela dos construtores figurava somente o melhor colocado dentre os carros de um time.